# 1000000000000 (アルバム)
『1000000000000』（ビリオン）は、2006年6月7日にリリースされたT.M.Revolution2作目のベスト・アルバム。発売元はエピックレコード。
正式タイトルは『The Complete Single Collection of T.M.Revolution 1000000000000 -billion-』（ザ コンプリート シングル コレクション オブ ティーエムレボリューション ビリオン）。

## 概要
- 1stシングル「独裁 -monopolize-」から21stシングル「vestige -ヴェスティージ-」までの全21作のシングル表題曲を収録。
- 両A面シングルの14thシングル「魔弾 〜Der Freischütz〜/LOVE SAVER」のうち「LOVE SAVER」と19thシングル「Web of Night」のJapabese Versionは未収録。
- 初回仕様は見開きデジパック仕様。
- 累計売上は15.0万枚を記録し、オリコン1位を獲得[1]。アルバムでの1位獲得は3rdアルバム『triple joker』以来8年ぶり。
- 収録曲はアルファベット順（日本語に関してはローマ字に変換）で収録。
- ジャケットデザインは佐藤可士和。
- 2009年9月4日にBlu-Spec CD仕様で再発された。

## 収録曲

### Disc 1
| #   | タイトル                        | 作詞     | 作曲     | 編曲     | 出版社                           | 時間 |
| --- | ------------------------------- | -------- | -------- | -------- | -------------------------------- | ---- |
| 1.  | 「Albireo -アルビレオ-」        | 井上秋緒 | 浅倉大介 | 浅倉大介 | 日本テレビ音楽                   | 4:00 |
| 2.  | 「蒼い霹靂〜JOG edit〜」        | 井上秋緒 | 浅倉大介 | 浅倉大介 | ダーウィン                       | 4:42 |
| 3.  | 「BLACK OR WHITE? version 3」   | 井上秋緒 | 浅倉大介 | 浅倉大介 | 日本テレビ音楽                   | 4:21 |
| 4.  | 「BOARDING」                    | 井上秋緒 | 浅倉大介 | 浅倉大介 | 読売テレビエンタープライズ       | 4:09 |
| 5.  | 「Burnin' X'mas」               | 井上秋緒 | 浅倉大介 | 浅倉大介 | ソニー・ミュージックアーティスツ | 4:32 |
| 6.  | 「独裁 -monopolize-」           | 井上秋緒 | 浅倉大介 | 浅倉大介 | フジパシフィック音楽出版         | 3:50 |
| 7.  | 「HEART OF SWORD 〜夜明け前〜」 | 井上秋緒 | 浅倉大介 | 浅倉大介 | フジパシフィック音楽出版         | 4:03 |
| 8.  | 「HEAT CAPACITY」               | 井上秋緒 | 浅倉大介 | 浅倉大介 | ソニー・ミュージックアーティスツ | 3:33 |
| 9.  | 「HIGH PRESSURE」               | 井上秋緒 | 浅倉大介 | 浅倉大介 | ダーウィン                       | 4:23 |
| 10. | 「HOT LIMIT」                   | 井上秋緒 | 浅倉大介 | 浅倉大介 | ダーウィン                       | 3:40 |

### Disc 2
| #   | タイトル                           | 作詞                           | 作曲     | 編曲     | 出版社                                 | 時間 |
| --- | ---------------------------------- | ------------------------------ | -------- | -------- | -------------------------------------- | ---- |
| 1.  | 「ignited -イグナイテッド-」       | 井上秋緒                       | 浅倉大介 | 浅倉大介 | ソニー・ミュージックパブリッシング     | 3:16 |
| 2.  | 「INVOKE -インヴォーク-」          | 井上秋緒                       | 浅倉大介 | 浅倉大介 | ソニー・ミュージックパブリッシング     | 4:18 |
| 3.  | 「LEVEL 4」                        | 井上秋緒                       | 浅倉大介 | 浅倉大介 | ダーウィン                             | 3:41 |
| 4.  | 「魔弾 〜Der Freischütz〜」        | 井上秋緒                       | 浅倉大介 | 浅倉大介 | ソニー・ミュージックアーティスツ       | 4:40 |
| 5.  | 「Out Of Orbit 〜Triple ZERO〜」   | 井上秋緒                       | 浅倉大介 | 浅倉大介 | 日本テレビ音楽                         | 4:49 |
| 6.  | 「THUNDERBIRD」                    | 井上秋緒                       | 浅倉大介 | 浅倉大介 | 日音                                   | 4:53 |
| 7.  | 「臍淑女 -ヴィーナス-」            | 井上秋緒                       | 浅倉大介 | 浅倉大介 | リアルロックス、テレビ朝日ミュージック | 4:27 |
| 8.  | 「vestige -ヴェスティージ-」       | 井上秋緒                       | 浅倉大介 | 浅倉大介 | ソニー・ミュージックパブリッシング     | 5:25 |
| 9.  | 「Web of Night (English Version)」 | 井上秋緒（訳詞：Lynne Hobday） | 浅倉大介 | 浅倉大介 | ソニー・ミュージックアーティスツ       | 3:52 |
| 10. | 「WHITE BREATH」                   | 井上秋緒                       | 浅倉大介 | 浅倉大介 | ダーウィン                             | 3:59 |
| 11. | 「WILD RUSH」                      | 井上秋緒                       | 浅倉大介 | 浅倉大介 | ソニー・ミュージックアーティスツ       | 3:57 |

## 10th Anniversary Complete Visual Collection of T.M.Revolution『1000000000000』-billion-
同じく、T.M.Revolutionの10周年記念として発売されたDVD（2006年6月21日発売）。

### 解説
- T.M.Revolution名義で発表した、全てのミュージック・ビデオ（「Albireo -アルビレオ-」のシークレットバージョンを除く）を収録。ただし、版権に関して問題を持つものに関しては、その部分を削除して編集したものが収録されている。
- シングルCDのテレビスポットやコマーシャル映像も収録されている。
- 「LEVEL 4」のクリップは2番までとなり、それ以降は削除されている。YouTubeの公式チャンネルや、2017年に発売されたMV集『2020 -T.M.Revolution ALL TIME VISUAL COLLECTION-』には、フルサイズのものが配信・収録された。

### 収録内容

#### PV
1. 独裁 -monopolize-
2. 臍淑女 -ヴィーナス-
3. HEART OF SWORD 〜夜明け前〜
4. LEVEL 4
5. HIGH PRESSURE
6. WHITE BREATH
7. 蒼い霹靂 〜JOG edit〜
8. HOT LIMIT
9. THUNDERBIRD
10. Burnin' X'mas
11. WILD RUSH
12. BLACK OR WHITE? version3
13. HEAT CAPACITY
14. 魔弾 〜Der Freischütz〜
15. LOVE SAVER
16. BOARDING
17. Out Of Orbit 〜Triple ZERO〜
18. INVOKE
19. Meteor -ミーティア-
20. Albireo -アルビレオ-
21. Zips
22. Web of Night (English Version)
23. ignited -イグナイテッド-
24. vestige -ヴェスティージ-

#### TV-SPOT
1. 独裁 -monopolize-
2. 臍淑女 -ヴィーナス-
3. HEART OF SWORD 〜夜明け前〜
4. LEVEL 4
5. HIGH PRESSURE（コメント＆テロップ有バージョン）
6. HIGH PRESSURE（コメントなしバージョン）
7. WHITE BREATH
8. 蒼い霹靂 〜JOG edit〜
9. HOT LIMIT Atype
10. HOT LIMIT Btype
11. THUNDERBIRD
12. Burnin' X'mas
13. WILD RUSH
14. BLACK OR WHITE? version3
15. HEAT CAPACITY Atype
16. HEAT CAPACITY Btype
17. 魔弾 〜Der Freischütz〜/LOVE SAVER
18. BOARDING
19. Out Of Orbit 〜Triple ZERO〜
20. INVOKE
21. Albireo -アルビレオ-
22. Web of Night
23. ignited -イグナイテッド-
24. vestige -ヴェスティージ-
25. Web of Night (Japanese Version)